# Odelberg-Gustavsberg IBK
Odelberg IBK, tidigare Odelberg/Gustavsberg IBK och senare Odelberg/Ingarö IBK, var en innebandyklubb från Gustavsberg som bildades år 1984 och lades ned efter säsongen 2010/11 då laget åkt ur norra allsvenskan. Majoriteten av spelarna gick då till Värmdö IF där vissa fortfarande spelar. Hemmahallen var Gustavsbergs Sporthall.
Det var Odelbergs P-89.or som var den främsta anledningen till föreningens korta men framgångsrika tid som innebandyklubb. Under åren som juniorer vann laget flera S:t Eriks-cupen (2003, 2004, 2005, 2006, 2007 ) och blev även Svenska Mästare i P16, säsongen 2005/06. När laget tog det stora steget från junior till senior gick de obesegrade från div.5 till div.2 . 
Laget har vunnit några försäsonger under åren som seniorer, där de största meriterna är: Smögen Cup (tidigare Enghav Cup) 2007 och 2009 samt Kallsta Open.
Välkända spelare som spelat i klubben är: Rasmus Sundstedt, Oscar Norrman, Martin Norling, Sebastian Stenberg, Anton Spångberg, Kim Johansson, Niklas Keränen (Lundmark), Daniel Hamrin, Fredrik Göthe, Stefan Norling, Patrik Norling, m.fl.